# Stuart Martin
Stuart Martin, född 8 januari 1986 i Ayr, Skotlland, är en brittisk skådespelare.
Martin har studerat drama vid Royal Conservatoire of Scotland. Han har medverkat i flera kända produktioner där han haft tongivande roller. I Medici spelade han Lorenzo, och i Jamestown spelade han, Silas Sharrow, en av huvudrollerna. I Netflix-produktionen Twilight of the Gods spelar han, karaktären Leif,  tillsammans med Sigrid (spelad av Sylvia Hoeks) huvudrollen. Han är gift med Lisa McGrillis som också är skådespelare.

## Filmografi (i urval)
- 2016 – Medici (TV-serie)
- 2017–2019 – Jamestown (TV-serie)
- 2020–2024 – Miss Scarlet and the Duke (TV-serie)
- 2024 – Twilight of the Gods (TV-serie)